# Weddelbrook
Weddelbrook – gmina w Niemczech w kraju związkowym Szlezwik-Holsztyn, w powiecie Segeberg, wchodzi w skład urzędu Bad Bramstedt-Land. Na dzień 31 grudnia 2008 liczyło 1 014 mieszkańców.